# Намба, Дайсукэ
Да́йсукэ Намба (яп. 難波 大助 Намба Дайсукэ, 7 ноября 1899 — 15 ноября 1924) — японский студент, член Коммунистической партии Японии. Знаменит тем, что 27 декабря 1923 года совершил покушение на наследного принца Хирохито.

## Биография
Дайсукэ Намба родился 7 ноября 1899 года в уважаемой японской семье. Его дед был награждён императором Мэйдзи, а отец был постоянным членом Имперского Парламента.
До 21 года за Дайсукэ не замечали признаков какого-либо радикализма, в его планы входило стать офицером японской армии, он учился в средней школе. После 1919 года он резко начал менять взгляды, бросил школу, переехал в Токио, стал посещать политические собрания и в 1920 году вошёл в движение за избирательное право в Японии. Пользуясь положением отца, он смог попасть в парламент и услышать аргументы премьер-министра Японии Хары Такаси против расширения избирательных прав. Это настроило его враждебно по отношению к политике, он стал критично относиться к деятельности отца.
В это время он начал приобщаться к трудам Маркса и Ленина. В апреле 1921 года он вступил в спор с профессором Хадзимэ Каваками на тему революции в России. По мнению Дайсукэ, революция удалась лишь потому, что некоторые люди пожертвовали собой ради общей идеи и не стеснялись в методах.
В 1922 году Дайсукэ был зачислен в старшую школу Васэда.
Беспорядки после землетрясения Канто, когда было убито много социалистов и анархистов, окончательно укрепили Дайсукэ в мысли, что необходимо действовать, и он решился на убийство наследного принца.

### Суд и приговор
Мои действия необходимо понять правильно, я горжусь тем, что я пионер социализма. Но если бы общество было более прогрессивным, мне не пришлось бы прибегать к столь решительным мерам. Я хотел бы извиниться перед наследным принцем. В моем акте другие коммунисты могут увидеть неверный принцип применения насилия. Императорская семья не враг коммунистам, причина моих действий заключается в использовании правящим классом императорской семьи в качестве инструмента для оказания давления на неимущих.
Оригинальный текст (яп.)私の行為はあくまで正しいもので、私は社会主義の先駆者として誇るべき権利を持つ。しかし社会が家族や友人に加える迫害を予知できたのならば、行為は決行しなかったであろう。皇太子には気の毒の意を表する。私の行為で、他の共産主義者が暴力主義を採用すると誤解しない事を希望する。皇室は共産主義者の真正面の敵ではない。皇室を敵とするのは、支配階級が無産者を圧迫する道具に皇室を使った場合に限る。
— из выступления Дайсукэ Намба на суде
В ответ на это заявление 13 ноября 1924 года Дайсукэ Намба был признан виновным на внеочередном заседании Верховного суда Японии и повешен 2 дня спустя. После оглашения смертного приговора осуждённый воскликнул: «Да здравствует Коммунистическая партия Японии!». Родственники отказались забирать тело, и он был похоронен в безымянной могиле.

## Интересные факты
- Замужняя сестра Дайсукэ и его отец[яп.] посчитали, что покушение на Хирохито бросило тень позора на всю семью. В результате они добровольно отправились в изгнание на Яву, предварительно отказавшись от всех государственных постов и привилегий.
- Один из участников бойни в аэропорту Лод, член Красной армии Японии Кодзо Окамота, использовал поддельный паспорт с именем «Дайсукэ Намба».